# Chiesa di San Nicolò (Albisola Superiore)
La chiesa di San Nicolò è un luogo di culto cattolico situato nel comune di Albisola Superiore, in piazza San Nicolò, in provincia di Savona. La chiesa è sede della parrocchia omonima del vicariato di Albisola-Varazze della diocesi di Savona-Noli. L'edificio è situato al di fuori del centro abitato, adiacente l'oratorio di Santa Maria Maggiore.
Nel territorio della parrocchia sorgono altri edifici religiosi: la chiesa di San Pietro, sul piazzale della stazione, e la cappella di San Sebastiano lungo la via omonima.

## Storia

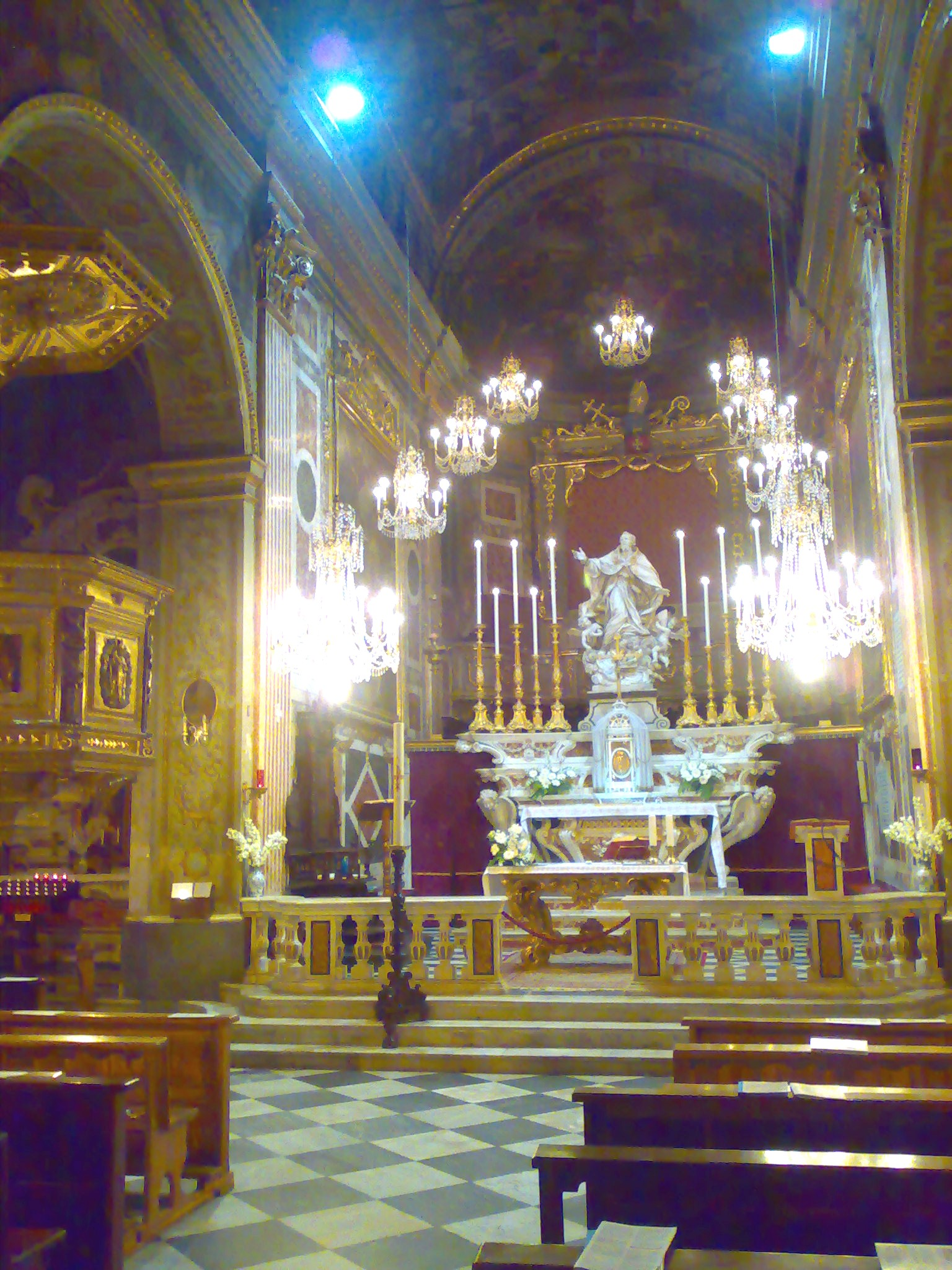
Il presbiterio

Secondo alcune fonti storiche la prima costruzione della chiesa avvenne nel 1067 presso il lieve promontorio e ai piedi dell'antico castello (XI secolo); la sua edificazione fu decisa, molto probabilmente, a seguito delle violente incursioni dei corsari barbareschi che danneggiarono l'antica e matrice chiesa dei Santi Pietro e Paolo di Albisola Superiore.
L'odierna struttura è invece risalente all'ultimo decennio del XVI secolo ad opera del maestro Alessandro Salvagno; altri lavori di ammodernamento seguirono nei secoli successivi.

## Descrizione
Con una struttura a pianta basilicale presenta una divisione a tre navate e scandite da quadrangolari pilastri; il prolungamento della navata centrale maggiore ha portato ad un ampio presbiterio dell'abside. Il suo interno è stato decorato con notevoli e massicci stucchi anche se a causa della scarsità di luce, nonostante le tante finestre poste prevalentemente a sud, non vengono maggiormente esaltati.
L'adiacente campanile presenta una piccola cupola ribassata in ceramica policroma. L'antistante piazzale in acciottolato è stato eseguito nel 1837. L'intera struttura è stata recentemente sottoposta ad un delicato intervento di restauro, soprattutto nelle antiche e originarie colorazioni.

## Le opere

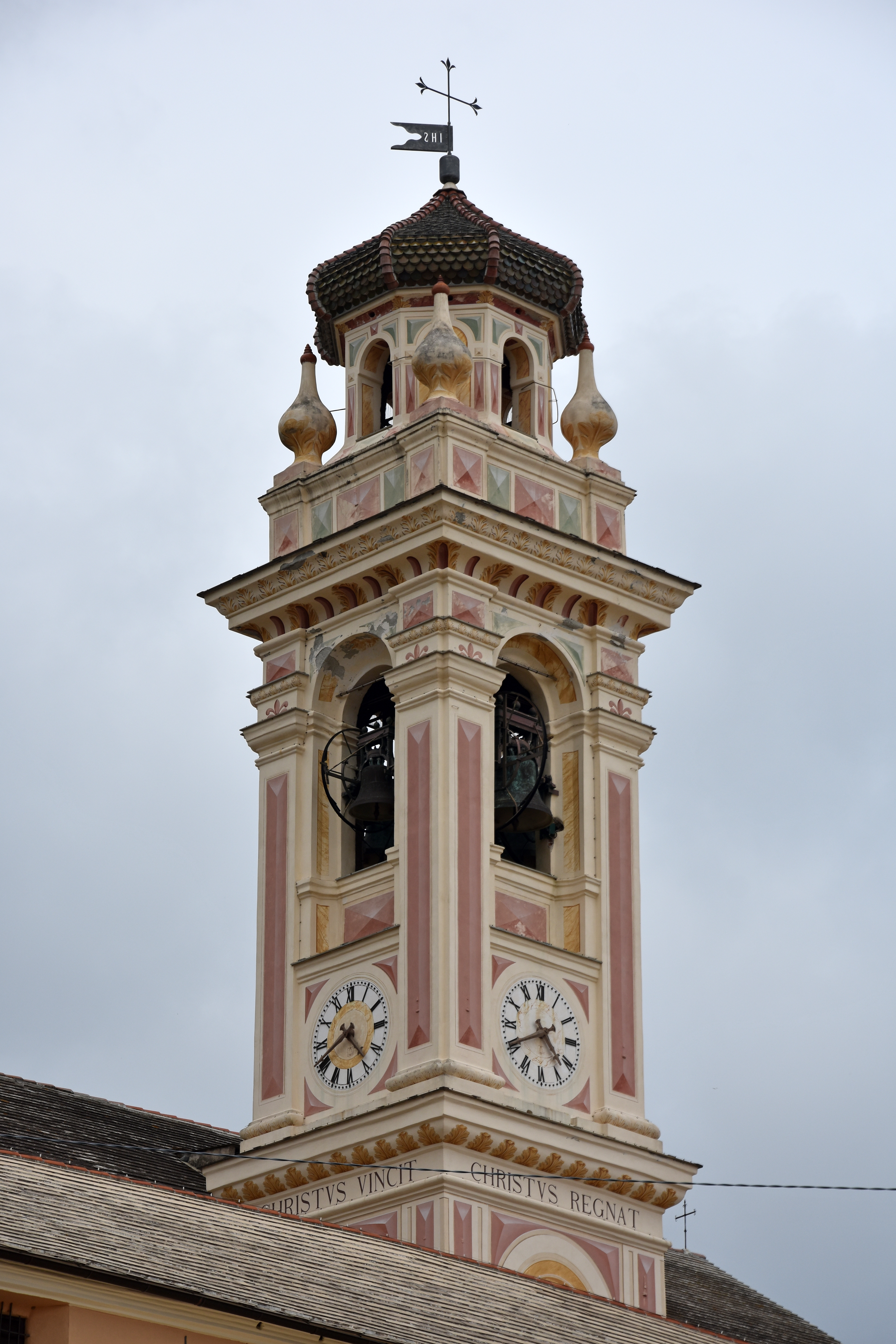
Il campanile

Le navate laterali sono scandite da interne cappelle conservanti opere pittoriche e soprattutto scultoree.
Nella prima cappella è presente un gruppo ligneo policromo dello scultore Anton Maria Maragliano raffigurante Sant'Antonio da Padova mentre nella terza cappella è conservata la statua in marmo della Madonna del Rosario del XVIII secolo. Presso l'altare maggiore è presente la statua marmorea della Gloria di san Nicolò dello scultore Francesco Schiaffino e, ai lati del presbiterio, dipinti e tele del pittore Paolo Gerolamo Brusco; a quest'ultimo sono inoltre attribuiti gli affreschi della volta a botte e del catino dell'abside.
Dello scultore Antonio Brilla è il gruppo ligneo raffigurante Sant'Isidoro ai piedi della Madonna; nella seconda cappella di sinistra è presente una pala d'altare del XVII secolo ritraente La pace tra Albisola e Stella, Madonna col Bambino e i santi Giuseppe e Pietro; nella sagrestia la tela dell'Immacolata Concezione del pittore Giovanni Agostino Ratti. Altri affreschi della volta sono opera del pittore Francesco Gandolfi.